# Maya Da-Rin
Maya Da-Rin, née le 2 janvier 1979 à Rio de Janeiro, est une réalisatrice, scénariste, documentariste brésilienne.

## Biographie
Diplômée en design industriel de l'Université pontificale catholique de Rio de Janeiro, Maya Da-Rin suit des ateliers de cinéma à l'École internationale de cinéma et de télévision de San Antonio de los Baños, à Cuba. De 2010 à  2016, elle vit en France. Elle obtient un master en Cinéma et Histoire de l'Art à l'Université Sorbonne-Nouvelle. En 2012, elle est diplômée de l'école du Fresnoy - Studio National des Arts Contemporains. 
En  2007, elle tourne Margem dans le sud-ouest de l'Amazonas. Le film suit le trajet d'un grand bateau à passagers depuis la frontière brésilienne jusqu'à la ville d'Iquitos, au Pérou.  En 2009, son film, Lands est un essai documentaire sur la frontière entre le Brésil, la Colombie et le Pérou. 
En 2011, lors de sa résidence au Fresnoy, elle réalise le court-métrage Version française qui s'approprie les dialogues de films français emblématiques pour mettre en scène deux étrangers qui se rencontrent dans une chambre d'hôtel, à Paris. 
En 2019, Maya Da-Rin réalise son premier long métrage de fiction, La Fièvre. Elle signe le portrait d’un Amérindien déraciné dans le port de Manaus, dans l’État d’Amazonas.

## Films
- Margem, 54 minutes, 2007
- Terras, 75 min, 2009
- Version française, 19 min, 2011
- La Fièvre (A Febre), 98 minutes, 2019

## Prix
- prix Las Cámaras de La Diversidad, Festival international du film de Guadalajara, 2010, pour Lands
- Meilleur film, Panorama Internacional de Cinema da Bahia,  2010, pour Lands
- Meilleur film, Mostra do Filme Livre (pt),  2010, pour Lands
- Meilleur film, International Audiovisual Festival of Biodiversity, Italie, 2010, pour Lands
- Meilleur film, Arraial Cine Fest, 2010, pour Lands
- Festival international du film de Locarno 2019 : Léopard de la meilleure interprétation masculine pour Regis Myrupu[5]
- Festival Biarritz Amérique latine 2019 : Abrazo du meilleur film[6]
- Festival international du film de Thessalonique 2019 : Alexandre d'argent[7]
- Festival international du film de Mar del Plata 2019 : Meilleur long-métrage de la compétition latino-américaine[8]